# Mehlbehandlungsmittel
Mehlbehandlungsmittel sind Lebensmittelzusatzstoffe, die Mehlen schon in der Getreidemühle zugesetzt werden, um die Backeigenschaften zu verbessern. Backmittel dagegen werden erst in der Bäckerei oder in Brotfabriken zugesetzt.

## Eigenschaften
Bei Mehlbehandlungsmitteln handelt es sich meist um eine Kombination der unten aufgeführten Lebensmittelzusatzstoffe, die vor allem die Klebeeigenschaft optimieren sollen. Die Backeigenschaften von Weizenmehlen werden wesentlich vom Gehalt bzw. vom Verhältnis der Thiol- zu den Disulfid-Gruppen der Proteine bestimmt. Die Stabilität eines Teigs wird vom Disulfid-Austausch zwischen niedermolekularen Peptiden mit SH-Gruppen und dem Klebereiweiß stark beeinflusst. Der Zusatz geringer Mengen (üblicherweise 1–3 g auf 100 kg Mehl) bewirkt bereits eine Steigerung des Gebäckvolumens durch Zunahme an Dehnwiderstand und Gärstabiliät sowie eine Verringerung der Dehnbarkeit des Teiges.

## Verwendung

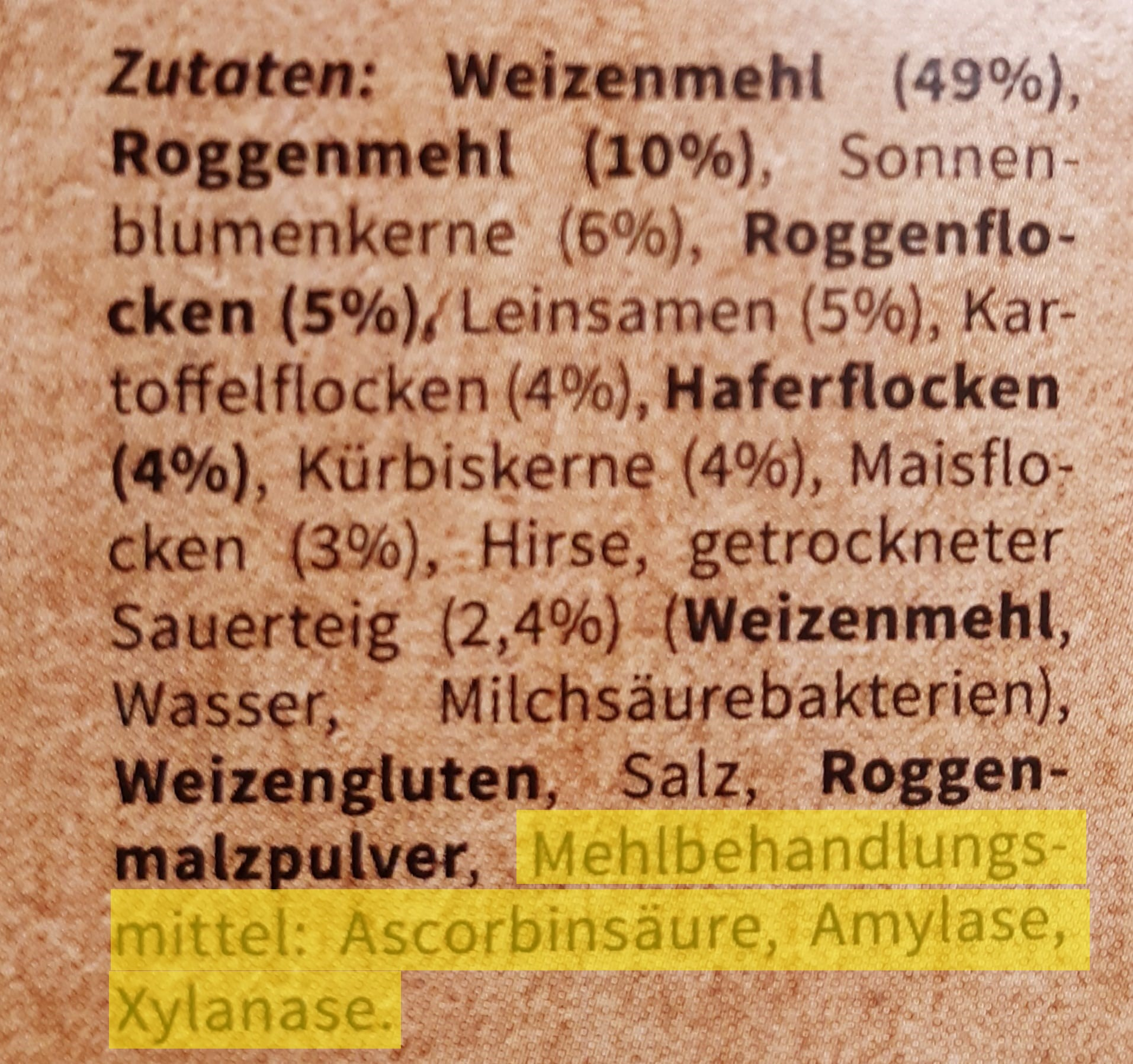
Zutatenliste: Inhaltsstoffangabe mehrerer Mehlbehandlungsmittel ohne Angabe der E-Nummer

In der Europäischen Union sind unter anderem folgende Lebensmittelzusatzstoffe  zur Mehlbehandlung zugelassen:
- E 300 Ascorbinsäure
- E 301 Natrium-L-ascorbat
- E 302 Calcium-L-ascorbat
- E 322 Lecithin
- E 412 Guarkernmehl
- E 471 Mono- und Diglyceride von Speisefettsäuren
- E 472b Milchsäureester von Mono- und Diglyceriden von Fettsäuren
- E 472e Essig-Weinsäureester von Mono- und Diglyceriden von Fettsäuren
- E 473 Zuckerester von Speisefettsäuren
- E 474 Zuckerglyceride
- E 481 Natriumstearoyl-2-lactylat
- E 482 Calciumstearoyl-2-lactylat
- E 920 L-Cystein

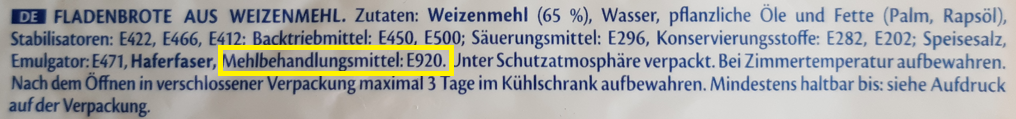
Zutatenliste mit präziserer Inhaltsstoffangabe eines Mehlbehandlungsmittel mit E-Nummer

Der Einsatz von Mehlbehandlungs- oder Backmitteln hängt hauptsächlich vom herzustellenden Produkt ab. Das wichtigste Mehlbehandlungsmittel ist dabei die Ascorbinsäure (Vitamin C). Mehlbehandlungsmittel werden bei der Produktion von Brot und Backwaren verwendet. Sie sind ebenfalls in verschiedenen Mehlsorten und Teigwaren zu finden.

## Rechtliche Situation
In der Europäischen Union sind die Lebensmittelzusatzstoffe gemäß dem Anhang II der Verordnung (EG) Nr. 1333/2008 (Stand August 2021) sowie in der Schweiz, gemäß der Zusatzstoffverordnung (ZuV) (Stand: Juli 2020) aufgelistet. Mehlbehandlungsmittel sind mit vorangestelltem Klassennamen kennzeichnungspflichtig.

## Gesundheitliche Situation
Mehlbehandlungsmittel gelten als unbedenklich. Einige von ihnen können bei übermäßigem Verzehr jedoch abführend wirken.